# Perichola
Perichola (fr. La Périchole) – operetka Jacques’a Offenbacha w trzech aktach. Libretto zostało napisane przez Henriego Meilhaca i Ludovica Halévy’ego. Prapremiera odbyła się w Paryżu w dniu 6 października 1868. Premiera drugiej, rozszerzonej wersji, która stała się podstawą późniejszych inscenizacji, odbyła się tamże 25 kwietnia 1874. Premiera polska odbyła się w Warszawie 18 listopada 1874.

## Pierwowzór
Bohaterka utworu nawiązuje do autentycznej postaci, peruwiańskiej aktorki Micelli Villegas (pseud. Perra chola), która weszła w konflikt hiszpańskim wicekrólem Peru. Jej historia stała się tematem sztuki Karoca Świętych Sakramentów, która zainspirowała librecistów Jacques’a Offenbacha do wykorzystania tej tematyki. Sama fabuła operetki różni się jednak znacząco od jej pierwowzoru.

## Treść
Akcja utworu rozgrywa się w Limie w XVIII w. Głównymi bohaterami są: wędrowna śpiewaczka – Perichola, jej przyjaciel – Piquillo, wicekról Peru – Don Andreas de Ribeira oraz jego pomocnik, hrabia Miguel de Panatellas.  

### Akt I
Mieszkańcy Limy świętują dzień imienin wicekróla Andreasa. Para ulicznych śpiewaków: Perichola i Piquillo nie jest w stanie pozyskać uwagi publiczności, którą odciągają występy linoskoczków. Piquilo idzie na poszukiwanie jedzenia, a Perichola usypia w cieniu drzewa. Tak zastaje ją wicekról i, zachwyciwszy się urodą śpiewaczki, proponuje jej stanowisko damy dworu. Perichola, widząc w tym szansę na poprawę swej doli, przyjmuje ofertę, pisze list pożegnalny do Piquilla i odchodzi z królem. Piquillo, gdy wraca i odnajduje list jest zrozpaczony i rozważa samobójstwo. Powstrzymuje go od tego kroku hrabia Miguel de Panatellas. Ponieważ zgodnie z obyczajem w pałacu nie powinny przebywać kobiety niezamężne, wicekról zwykł zlecać hrabiemu poszukiwania mężów dla kobiet, które chciał utrzymać w pałacu. Tak się zdarzyło i tym razem - hrabia de Panatellas namawia Piquilla na fikcyjny ożenek za opłatą, za to bez żadnych praw i obowiązków małżeńskich. Piquillo godzi się, nie mając pojęcia, że chodzi o jego przyjaciółkę, a ponieważ upija się do nieprzytomności - nie orientuje się nawet podczas ślubnej ceremonii.

### Akt II
Piquillo budzi się z amoku alkoholowego. Dworzanie szydząc z niego opowiadają mu, że ożenił się z królewską faworytą. Gdy dochodzi do konfrontacji i dowiaduje się, że jego żoną jest Perichola, jest wściekły: robi wymówki Pericholi i w złości obrzuca wyzwiskami także wicekróla. Za to zostaje wtrącony do "więzienia dla narowistych mężów".

### Akt III

#### Obraz 1
Perichola odwiedza Piquilla w więzieniu. Mówi, że w rzeczywistości kocha tylko jego i planuje pomóc mu w ucieczce. Próbuje przekupić strażnika więziennego. Niestety - okazuje się, że strażnikiem był sam wicekról Andreas w przebraniu. Wściekły wiąże ją i pozostawia w więzieniu razem z Piquillem. Pozostawia jej jednak ostatnią szansę: jeśli Perichola zechce zmienić zdanie i okazać życzliwość wicekrólowi - wystarczy, że zaśpiewa jedną ze swych piosenek. Wicekról wychodzi i pozostawia parę więźniów samych. Na szczęście w tym momencie ujawnia się stary więzień z sąsiedniej celi - przez dwanaście lat przy pomocy małego nożyka drążył on więzienny mur i właśnie dotarł do celi obok. Pomaga parze uwolnić się z więzów. Wówczas Perichola, aby przywabić wicekróla Andreasa, śpiewa jedną ze swych pieśni. Gdy wicekról przybywa - zostaje związany i zamknięty w celi a trójka więźniów ucieka.

#### Obraz 2
Na placu trwają poszukiwania zbiegów. Perichola i Piquillo oddają się dobrowolnie w ręce wicekróla i apelują do jego dobroci. Don Andreas wybacza im i puszcza wolno.

## Polskie przedstawieniaPericholi
W okresie powojennym Perichola była wystawiana w:
- Teatrze Muzycznym w Łodzi (1980, reż. Aleksander Długosz)
- Operetce Warszawskiej (1981, reż Ryszard Pietruski)
- Teatrze Muzycznym w Gdyni (1983, reż. Jerzy Gruza)